# Марк Рібу
 Марк Рібу́  (фр. Marc Riboud; 24 червня 1923, Ліон, Франція — 31 серпня 2016, Париж) — французький фотограф, фотокореспондент, один з найкращих представників французької школи фотографії та один з найкращих фоторепортерів у світі. Його вважають патріархом французької фотографії. Здобувши освіту інженера, останні 60 років свого життя Марк Рібу присвячує фотомистецтву. Був двічі нагороджений престижною премією Overseas Press Club Award у 1966 та 1970 роках, а також отримав численні нагороди у США та Європі. Його роботи визнані одними з найбільш знакових фотографій XX століття. Більшість його знімків — це чорно-білі фотографії.
Фотографії Марка Рібу експонувалися на численних виставках у США, Європі, Японії. Найвідомішими з них є виставка 2004 року «Марк Рібу — 50 років фотографії» (Європейський дім фотографії — Maison européenne de la photographie, — Париж) та експозиція в музеї сучасного мистецтва в Парижі 2009 року. Фотографії майстра знаходяться в колекціях таких відомих музеїв, як музей сучасного мистецтва MoMA в Нью-Йорку, художньому інституті в Чикаго (Art Institute of Chicago), в національній бібліотеці в Парижі, та ін.

## Біографія

### Рібу і Франція
Марк Рібу народився в Ліоні, Франція у 1923 році. Коли Марку виповнилося 13 років, батько подарував йому свою камеру Vest Pocket Kodak часів Першої світової війни. Саме за допомогою цієї фотокамери Рібу зробив перші знімки. За легендою найперші знімки Марка Рібу відразу потрапили на всесвітню виставку в Парижі у 1937 році. Тоді йому було лише 14 років. Невдовзі прийшла війна. З 1943—1945 Рібу — активний учасник Французького Опору. В 1944 році він брав участь у бойових діях в Веркор. Коли закінчилась Друга світова війна, Марк Рібу вступив до центральної школи в Ліоні (École centrale de Lyon), де навчався інженерній справі з 1945 по 1948 рік. Потім до 1951 року працює на заводі інженером. У 1951 році Марк Рібу отримує премію за фотографію на Ліонському фестивалі — саме тоді він вирішив, що буде вільним фотографом. Пішов із заводу і з Ліону поїхав в Нью-Йорк, де фотографію вже визнали мистецтвом і виставляли в музеях. В 1952 році приїжджає в Париж, де зустрічається з Анрі Картьє-Брессоном і Робертом Капою. Завдяки цьому знайомству Рібу входить до складу агентства «Магнум Фото» (Magnum Photos) — перше у світі фотоагентство, що славилось репортажними знімками. Робота в «Магнум» — одне з вищих визнань діяльності фотографів. За словами самого Марка Рібу, «Магнум» мав суттєвий вплив на його погляди і життєві позиції. Анрі Картьє-Брессон став наставником для фотографа-початківця, радив йому, які книги читати, які музеї відвідувати, яких політичних течій дотримуватися, які фотографії вважати вдалими, а які ні.
|  | Його надзвичайна пристрасть до культури, його жага до життя - все це було для мене уроком і прикладом для наслідування. |

Пізніше він дослужився до посади президента агентства «Магнум», і це не випадковість. Марк Рібу став втіленням репортерських принципів знаменитого фотокооперативу, які полягали в тому, що репортер — це очевидець події і які не визнавали постановних кадрів або маніпуляцій з відзнятою плівкою. Марка Рібу прославила перша публікація в 1953 році. Це була публікація в журналі Life — його фотографію «Маляр на Ейфелевій вежі» розмістили на обкладинці. Невдовзі окрім Life Рібу почали друкувати такі відомі журнали як Geo та National Geographic.

### Рібу і світ
Марк Рібу був очевидцем багатьох історичних подій. З 1955 року подорожує по Африці та Азії. У 1957 він — чи не першим з європейських фотографів — відправився в маоїстський Китай і потім не раз туди повертався, зафіксувавши всі стадії культурної революції. Побував в СРСР, у 1960 і 1968 роках, і щось особливе розгледів в обличчях московських двірників: здається заметіль, що замітає Червону площу, замітає і хрущовську відлигу. У 1968 ,1972 і 1976 роках їздив до В'єтнаму, але прославився не тільки знімками жахів війни, звірств в'єтконгівців і звірств американських морських піхотинців, а й кадрами з антивоєнних демонстрацій у Вашингтоні восени 1967 року. Особливо кількома кадрами — з дівчиною-студенткою, що вийшла з квіткою в руках проти шеренги солдатів з автоматами «Марш заради миру у В'єтнамі» (Washington, DC, 1967. March for Peace in Vietnam). Був у воюючому за незалежність Алжирі і в Ірані часів ісламської революції. Туреччина і Камбоджа, Афганістан і Японія, Мексика і Нігерія, Індія і Аляска — Рібу об'їздив майже весь світ. І весь світ побачив себе, як у дзеркалі, в його репортажах на сторінках Life, Geo, National Geographic, Paris-Match і Stern. В 1959 році стає віце-президентом агентства «Магнум». З 1975 року Марк Рібу — президент «Магнум». У 1980—1998 роках він відвідує Тибет, Камбоджу, Центральну Азію, Китай. Живе і працює у Франції.

## Творчість

### Фотографія
|  | Бачити можна по-різному. Для мене бачити і фотографувати гарне обличчя або туманний пейзаж викликає такі відчуття, неначе я слухаю музику. Це допомагає мені жити. |

#### Репортажні знімки
Марк Рібу відоміший як політичний фоторепортер, що роз'їжджає по всьому світу і робить репортажі. Марк Рібу робив кадри важливих історичних подій. Його фотографії розкривають пристрасть до пізнання світу, до вираження істинного співчуття людині в його життєвій боротьбі, сильну спрагу розуміти й осмислювати. Але водночас Марк Рібу — це «скромний» фотограф, який шукає притулку за об'єктивом камери: він хоче бачити, не бажаючи бути побаченим. Сам майстер говорив:
|  | Я розривався між страхом надто наблизитися до людей, але щось інше примушувало мене підійти ближче, щоб придивитися. |

Рібу подорожував по всьому світу, фіксуючи на плівці і в пам'яті людей гармонію пейзажів і красу образів. Він став одним з перших західних фотографів, які потрапили в Китай після Культурної революції. Його ранні фотороботи укупі зі знімками, зробленими під час наступних поїздок до Китаю, малюють унікальну, захоплюючу картину країни, яка переживає кардинальні зміни. При цьому фотографії ніколи не втрачають свого поетичного погляду на світ, що чітко простежується в циклі фотографій мальовничої місцевості Хуаншань.
|  | Район Хуаншань в Китаї. І це теж одна з відмінних рис стилю Рібу - затуманений, трохи неясний краєвид, що йде перспективою вдалину. Дуже глибокий, при цьому дуже романтичний і викликає в нас якісь найвищі почуття. |

 — Олександр Певак, мистецтвознавець.
І так з кожною країною, яку відвідував і фотографував Рібу: кожна серія фотографій відображає не тільки важливу і визначну подію, а й унікальну культуру. Майстер помічає щось особливе у кожній культурі, притаманне саме цьому народу в певній країні, він розповідає історію у фотографіях. Його знімки всеосяжні, вони представляють детальну картину життя людини, її місця існування. Ніякої героїзації, в центрі — просто людина, разом з тим кожен персонаж — індивідуальність з власною долею, з власними переживаннями, наче мікрокосм в навколишньому макросвіті. У своїх фотографіях він не лише спіймав фотокамерою та зафіксував найважливіші події планети, але й передав дух часу, емоційний і чуттєвий світ, створив чудові портрети, міські і природні пейзажі, жанрові знімки, що відрізняються витонченістю вибраних ракурсів та композицій. Пройшовши свого часу майже крізь усі гарячі точки планети, Марк Рібу примудрявся залишатися поетом і ліриком.

#### Художні знімки
Марк Рібу є не лише визначним фоторепортером, а й майстерним фотохудожником. Його об'єктив запам'ятовував також моменти повсякденного життя, гру сонячних променів, красу дитячих ігор на вулицях Парижа та інших міст різних континентів, працю простих людей.
Його найвідоміший знімок — «Маляр на Ейфелевій вежі», — який приніс йому світову популярність, був зроблений, як не парадоксально, в самому серці Парижа — на Ейфелевій вежі. У кадрі — робітник-маляр, що безтурботно балансує з пензлем у руці на металевих конструкціях символу Франції на висоті декількох десятків метрів. Зі спогадів Марка Рібу:
|  | Маляр, якого звали Зазу, був дуже веселий і працював собі у задоволення, наспівуючи пісеньку. Я вважаю, що фотограф повинен працювати так само... з мінімумом спорядження. Але в мене починалося запаморочення, і я закривав очі щоразу, коли він нахилявся, щоб занурити пензель у фарбу. |

 Знімок став одним з легендарних зображень Парижа.

### Виставки
- 1963 — Marc Riboud, (Чиказький художній інститут, Чикаго) — «Марк Рібу»
- 1966 — China, (Institute of Contemporary Arts[en], Лондон) — «Китай»
- 1967 — China, (Photographers' Gallery[en], Лондон) — «Китай»
- 1974 — Marc Riboud, (Photographers' Gallery[en], Лондон) — «Марк Рібу»
- 1975 — Nord Vietnam, (Rote Fabrik[de], Цюрих) — «Північний В'єтнам»
- 1975 — Marc Riboud, (International Center of Photography[en], Нью-Йорк) — «Марк Рібу»
- 1977 — Marc Riboud, (Château d'eau de Toulouse, Тулуза) — «Марк Рібу»
- 1978 — Marc Riboud, (galerie Agathe Gaillard, Париж) — «Марк Рібу»
- 1981 — From China & Elsewhere, (Gallery Photograph, Нью-Йорк) — «З Китаю та ще звідкись»
- 1981 — China, (Photographers' Gallery[en], Лондон) — «Китай»
- 1982 — China, (Galerie photo, Женева) — «Китай»
- 1984 — Hommage à Marc Riboud, (centre d'action culturelle and ‘China’ Galerie ACPA, Бордо) — «Вшанування Марка Рібу»
- 1985 — Retrospective, (Паризький міський музей сучасного мистецтва, Париж) — «Ретроспектива»
- 1988 — Marc Riboud, (galerie Agathe Gaillard, Париж) — «Марк Рібу»
- 1988 — Marc Riboud, (International Center of Photography[en], Нью-Йорк) — «Марк Рібу»
- 1996 — China, Travelling Exhibition, (Centre national de la photographie, Париж ; Барбікан-центр, Лондон ; International Center of Photography[en], Нью-Йорк) — «Китай, пересувна виставка»
- 2004 — Rétrospective, (Maison européenne de la photographie, Париж) — «Ретроспектива»
- 2008 — Présentation de photographies en plein air, (place de la Sorbonne ; Лицей Людовика Великого, Париж) — «Презентація фото просто неба»
- 2008 — Les Inédits de Marc Riboud, (l'atelier Publimod, Париж) — «Неопублікований Марк Рібу»
- 2009 — Marc Riboud. L'Instinct de l'instant. Cinquante ans de photographie, (musée de la Vie romantique, Париж) — «Марк Рібу. Інстинкт моменту. П'ятдесят років фотографії»
- 2010 — Au jardin de Krishna Riboud, (Національний музей східних мистецтв Ґіме, Париж) — «Сад Крішни Рібу»
- 2011 — I comme Image, (à la Maison Européenne de la photo, MEP, Париж) — «Я», як зображення"

### Книги
Марк Рібу опублікував численні книги, які були визнані класикою художньої фото-журналістики.
| Оригінальна назва книги. Видавництво                                                           | Переклад українською                       |
| ---------------------------------------------------------------------------------------------- | ------------------------------------------ |
| I comme Image. Editeur Les TRos Ourses et Gallimard Jeunesse                                   | «Я» як зображення                          |
| Algérie Indépendance. Editeur Le Bec en l'Air                                                  | Незалежний Алжир                           |
| Les Tibétains. Editeur Imprimerie Nationale                                                    | Тибетці                                    |
| Catalogue de l'exposition «L'instinct de l'instant». Musée de la Vie Romantique / Paris Musées | Каталог виставки «Інстинкт моменту»        |
| Sous les pavés… Editeur: La Dispute                                                            | Під камінням…                              |
| Marc Riboud, 50 ans de photographie. Editeur: Flammarion                                       | Марк Рібу: 50 років фотографії             |
| Demain Shanghaï : Shanghai Tomorrow. Editeur: Delpire                                          | Шанхай завтра                              |
| Quarante ans de photographie en Chine. Editeur: Nathan                                         | Сорок років фотографії в Китаї             |
| Marc Riboud in China — Forty years of photography. Editeur: Harry N. Abrams                    | Марк Рібу в Китаї — сорок років фотографії |
| Photopoche: Marc Riboud, numéro 37. Editeur: Cnp                                               | Кишенькове Фото: Марк Рібу, номер 37       |
| Istanbul, 1950—2000. Editeur: Imprimerie Nationale                                             | Стамбул, 1950—2000                         |
| Huang Shan, Les montagnes célestes. Editeur Flammarion                                         | Хуан Шань, небесні гори                    |
| Capital of Heaven. Editeur: Doubleday                                                          | Столиця Раю                                |
| Angkor: The Serenity of Buddhism. Erditeur: Thames & Hudson                                    | Ангкор: безтурботність буддизму            |
| Visions of China. Editeur: Travelling Light                                                    | Бачення Китаю                              |
| Photographs at Home and Abroad. Editeur: Harry N. Abrams                                       | Фотографії вдома і за кордоном             |
| The Face Of North Vietnam. Editeur: Holt, Rinehart and Winston                                 | Обличчя Північного В'єтнаму                |

### Фільмографія
| Оригінальна назва | Переклад українською        |
| --- | --------------------------- |
| Marc Riboud: un œil sur Shanghai, de Jean-Yves Huchet, François. Cauwel, Pierre-Yves Lochon et Mathias Lavergne, coproduction Arte / Hikari Films / Sinapse Conseils, 2010 | Марк Рібу: погляд на Шанхай |
| Instants d'année, film de Philippe Séclier, Riff Production, 2004 | Моменти року                |
| L'homme qui marche, film de Jean-Michel Vecchié, Arte, 2001 | Людина, що йде              |
| Marc Riboud, Série Contact, coproduction CNP / Arte / Riff Production, réalisation Alain Taïeb, 1989                                                                       | Марк Рібу                   |

## Персоналії у кадрі Рібу

### Діячі культури
| - Аббат, П'єр. 1954, 2001 — французький католицький священик - Андо, Тадао. 1991 — японський архітектор - Аракі, Нобуйосі — японський фотограф - Армані, Джорджо. 1987 — італійський дизайнер модного одягу і аксесуарів - Байши, Ци. 1957 — китайський художник - «Бітлз».1964 — британський біт-рок-гурт - де Бовуар, Сімона. 1967 — французька письменниця - Боннер, Сандрін. 1988 — французька актриса - Брук, Пітер. 1983 — англійський режисер театру і кіно - Буке, Кароль. 1989 — французька актриса - Гагарін Юрій Олексійович. 1961 — перший у світі космонавт - Далі, Сальвадор. 1963 — іспанський художник - Депардьє, Жерар. 1983, 2001 — французький актор - Дюшан, Марсель. 1966 — французький та американський художник, скульптор - Капа, Корнелл. 2002 — американський фотограф - Квінн, Ентоні. 1965 — американський актор - Кардинале, Клаудія. 1961 — італійська актриса - Карт'є-Брессон, Анрі. 1973 — французький фотограф - Кертес, Андре. 1994 — угорський, американський та французький фотохудожник - Кляйн, Вільям — американський фотограф - Коен, Альбер. 1979 — швейцарський і французький письменник - Кокто, Жан. 1957 — французький режисер, письменник - Колдер, Александр. 1976 — американський скульптор | - Лакруа, Крістіан. 2002 — французький модельєр - Лартіг, Жак-Анрі — французький фотограф - Лі, Гун. 1993 — китайська актриса - Марсо, Марсель — французький актор, мім - Міллер Артур. 1978 — американський драматург і прозаїк - Міллер, Генрі. 1962 — американський письменник та художник - Мішель Морган. 1965 — французька актриса - Моріак, Франсуа. 1953, 1965 — французький письменник - Набоков Володимир Володимирович. 1959 — російський і американський письменник - Ньютон, Гельмут — німецький і австралійський фотограф - Офюльс, Макс. 1988 — німецький кінорежиссер - Пікассо. 1952, 1957, 1965 — іспанський і французький художник - Полан, Жан. 1963 — французький письменник - Рай, Сатьяджит. 1956 — індійський режисер кіно - Рассел, Бертран. 1962 — британський філософ, логік - Сартр, Жан-Поль. 1964, 1967 — французький філософ, драматург, письменник - Сен-Лоран, Ів. 1964, 1973 — французький модельєр - Філіп, Жерар, 1957 — французький актор - Фонда, Джейн. 1972 — американська акторка, модель - Юймін, Бей. 1978, 1989 — американський архітектор китайського походження - Юппер Ізабель. 1994 — французька актриса - Юрсенар, Марґеріт. 1982 — французька письменниця |

### Політичні діячі
| - Барбі Клаус. 1987 — німецький нацист - Брандт, Віллі. 1961 — німецький та європейський політик - Брежнєв Леонід Ілліч. 1973 — радянський державний і партійний діяч - Бургіба, Хабіб. 1957 — політичний діяч Тунісу - Валенса, Лех. 1980 — польський політик, президент Польщі - Ганді, Індіра. 1971 — прем'єр-міністр Індії - де Голль, Шарль — французький генерал, перший президент П'ятої республіки - Горбачов Михайло Сергійович. 2002 — радянський політичний діяч та єдиний в історії Президент СРСР - Далай-лама XIV. 1956 — 14-й Далай-лама та духовний лідер Тибету - Даян, Моше. 1969 — ізраїльський військовий і державний діяч - Кастро, Фідель. 1963 — кубинський політичний діяч - Мальро, Андре. 1965, 1967 — французький письменник, мистецтвознавець, політичний діяч - Мендес-Франс, П'єр — французький ліво-центристський політичний діяч | - Міттеран, Франсуа. 1974 — французький політичний діяч - Моравіа, Альберто — італійський письменник, журналіст, комуніст за переконаннями - Неру, Джавахарлал. 1956 — перший прем'єр-міністр Індії - Ніксон, Річард. 1973 — 37-й Президент Сполучених Штатів Америки - Помпіду, Жорж. 1969 — французький державний діяч, прем'єр-міністр - Сяопін, Ден — діяч комуністичної партії Китаю - Тіто, Йосип. 1964 — лідер Югославії з кінця Другої Світової війни - Хомейні. 1979 — лідер ісламської революції 1979 року в Ірані - Хо Ші Мін. 1969 — в'єтнамський революціонер - Хрущов Микита Сергійович. 1960 — Голова Ради Міністрів СРСР - Цзедун, Мао. 1957 — китайський політичний лідер - Черчилль, Вінстон. 1954 — державний діяч Великої Британії - Ширак, Жак. 1969, 1979, 1996 — французький політик, 22-й президент Франції |

## Цікаві факти
- У віці 86 Марк Рібу використовує фотоапарат Canon EOS 300 та щоранку вішає його на шию[15].
- Рібу був одним з перших західних фотографів, що побачили Китай під час культурної революції, він водив машину від Аляски до Мексики, а в 1960-х роках він відвідав не лише Африку, але й зони військових дій у Камбоджі, Північний і Південний В'єтнам.

## Виноски
1. ↑  Fichier des personnes décédées mirror
2. ↑  http://www.nytimes.com/2016/09/01/world/europe/marc-riboud-photographer-dies.html
3. ↑  Чеська національна авторитетна база даних
4. ↑  Paris Match — Hachette Filipacchi Médias, Hachette, 1949. — ISSN 0397-1635; 0031-2029
5. ↑  Polka magazine — 2008. — ISSN 1962-3488
6. ↑  Марк Рибу и Владимир Лагранж. Фотография. digicam.ru [Архівовано 14 липня 2014 у Wayback Machine.] (рос.)
7. 1 2  Марк Рибу. photographer.ru [Архівовано 14 липня 2014 у Wayback Machine.] (рос.)
8. 1 2  Марк Рибу, Анна Толстова. Журнал «Коммерсантъ Weekend», № 13 [Архівовано 4 березня 2016 у Wayback Machine.] (рос.)
9. ↑  Школа "Магнума", Мария Голицина. Портал "Культура (рос.)
10. ↑  Офіційний сайт Марка Рібу [Архівовано 13 жовтня 2011 у Wayback Machine.] (англ.)
11. ↑  «Война и мир» в объективе Марка Рибу, Александра Черепнина. «Вести» [Архівовано 4 березня 2016 у Wayback Machine.] (рос.)
12. 1 2  Выставка фотографии Марка Рибу и Владимира Лагранжа, Ирина Филатова. Российская академия художеств[недоступне посилання з липня 2019] (рос.)
13. ↑  Одна фотография. Париж. Маляр на Эйфелевой башне. rosphoto.com [Архівовано 5 жовтня 2012 у Wayback Machine.] (рос.)
14. ↑  Marc Riboud, Ulrich Clewing. culturebase.net [Архівовано 15 червня 2010 у Wayback Machine.] (англ.)
15. ↑  Marc Riboud, photographer of the 'golden era', Sam Whiting. sfgate.com [Архівовано 16 серпня 2010 у Wayback Machine.] (англ.)